# 脫古思可敦

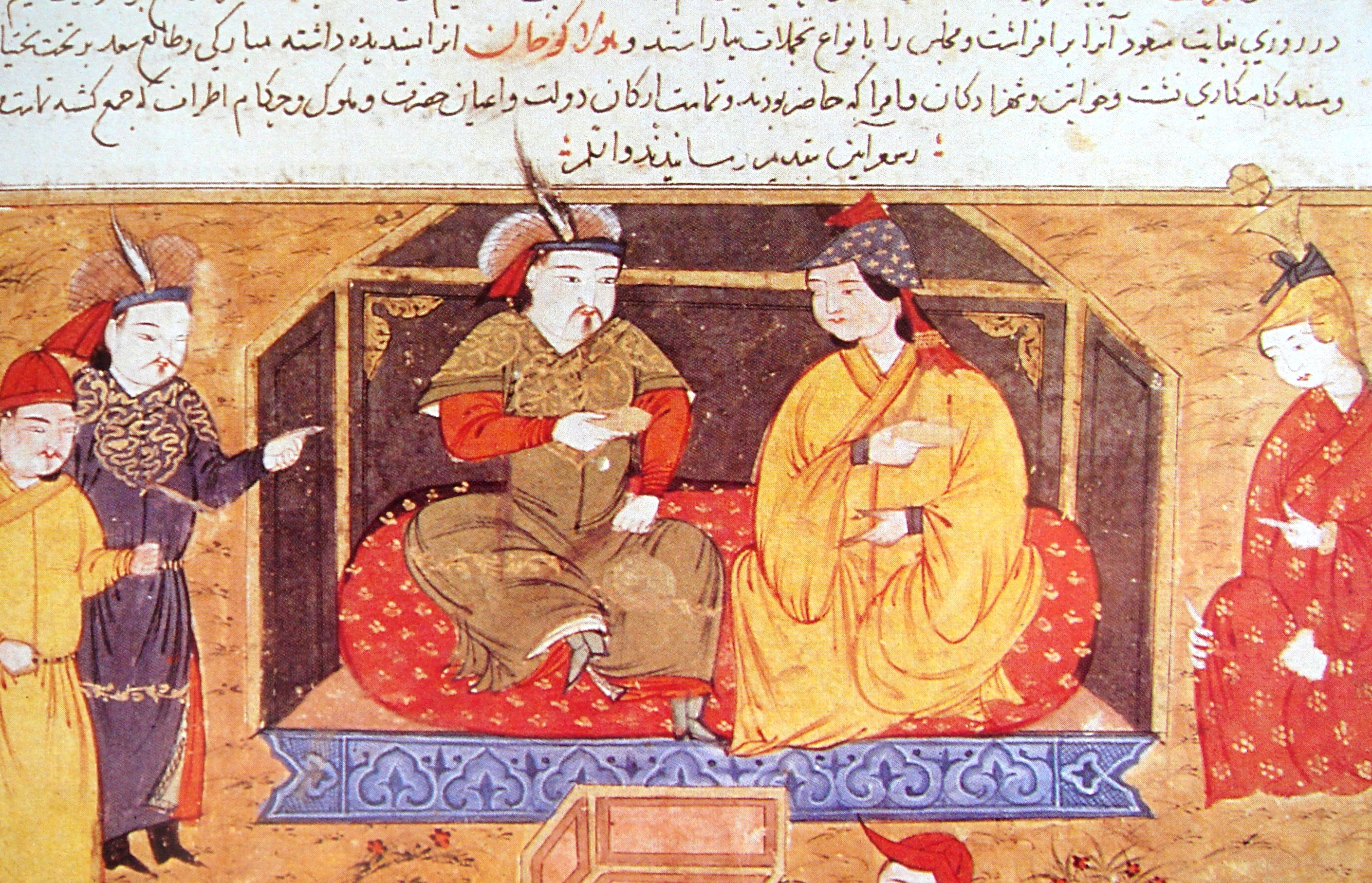
旭烈兀與脫古思可敦

脫古思可敦，客烈亦惕氏，克烈部人，王罕孙女，畏忽之女，前夫為拖雷，在未与拖雷同房前拖雷死去，拖雷之子旭烈兀收继。
脫古思可敦以隨旭烈兀軍隊出征聞名。在1258年的巴格達之戰，蒙古軍屠殺了數以萬計的當地人民，但由於她信奉景教的關係，基督徒才能免難。
由於疼愛脫古思可敦，儘管旭烈兀信仰藏傳佛教，他對基督宗教亦抱友善的態度，所以脫古思可敦也被教皇國視為基督教的恩人。當蒙古人派遣使節到歐洲時，他們亦會提及脫古思可敦信奉基督教，聲稱她和唆魯禾帖尼是傳說中祭司王約翰的後代，以令外交過程更見順利。
脫古思可敦死於1265年，與旭烈兀同年。他們的兒子阿八哈於旭烈兀死後繼承其王位。

## 資料來源
1. ↑  Runciman, Steven: "A history of the Crusades", p. 299
2. ↑  陳昭吟（2006年）：《元朝也里河溫教和世界歷史發展的關係》[永久]
3. ↑  Runciman, Steven: "A history of the Crusades", p. 303
4. ↑  Jackson, Peter (2005): Mongols and the West, p. 175